# Holice (miasto)
Holice (niem. Holitz) − miasto w Czechach, w kraju pardubickim. Według danych z 31 grudnia 2003 powierzchnia miasta wynosiła 1 965 ha, a liczba jego mieszkańców 6 219 osób.

## Demografia
| Rok             | 1970  | 1980  | 1991  | 2001  | 2003  |
| --------------- | ----- | ----- | ----- | ----- | ----- |
| Liczba ludności | 6 208 | 6 545 | 6 429 | 6 219 | 6 219 |

Źródło: Czeski Urząd Statystyczny